# Mykola Léontovytch
Mykola Dmytrovytch Léontovytch (ukrainien : Микола Дмитрович Леонтович), né le 13 décembre 1877 et mort le 23 janvier 1921, est un compositeur et chef de chœur ukrainien.

## Biographie

### Jeunesse
Mykola Léontovytch naît le 13 décembre 1877 dans le village de Monastyrok (en), en Podolie, dans l'Empire russe (aujourd'hui en Ukraine). Son père, son grand-père et son arrière-grand-père sont des prêtres de villages. Son père, Dmytro Féofanovytch Léontovytch, est un bon chanteur, sait jouer de plusieurs instruments et dirige même la chorale de l'école. C'est auprès de lui que Mykola Leontovych prend ses premières leçons de musique. Sa mère, Maria Iossypivna Léontovytch, chante elle aussi. Les frères et sœurs de Mykola Léontovytch ont également eu des parcours en lien avec la musique.

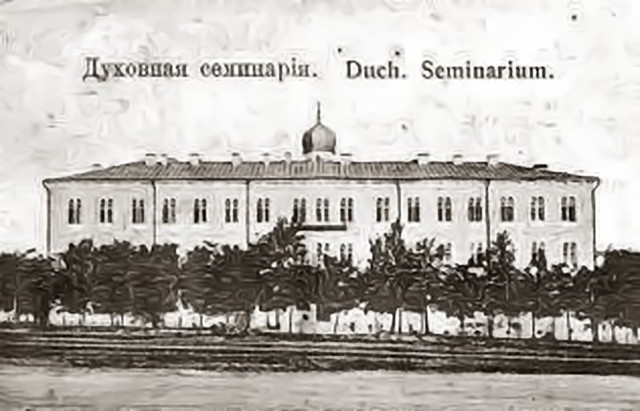
Le séminaire de Kamenets-Podolski en 1865.

En 1892, Léontovytch commence à étudier au séminaire de Kamenets-Podolski, où son père et son grand-père avant lui avaient étudié. Son frère cadet Oleksandr y est également inscrit, et en sortira diplômé deux ans après Mykola.
Durant ses études au séminaire, Léontovytch améliore son jeu au violon, et apprend à jouer de plusieurs instruments. Il participe à la chorale du séminaire, et lorsqu'un orchestre est créé pendant sa troisième année, il y jouera du violon jusqu'à son diplôme. Il étudie la théorie de la musique et commence à écrire des arrangements pour chorale.
Quand le chef de chœur du séminaire meurt, l'école demande à Léontovytch de le remplacer. Dans le cadre de sa nouvelle fonction, il ajoute de la musique profane au répertoire de la chorale, comme par exemple des chants traditionnels ukrainiens arrangés par Mykola Lyssenko, Porfyriy Demoutsky (uk) et Léontovytch lui-même.
Il sort diplômé du séminaire en 1899, et rompt la tradition familiale en devenant professeur de musique plutôt que prêtre.

### Les débuts
À l'époque, une carrière dans la musique signifie avoir des revenus irréguliers. Léontovytch doit donc travailler partout où l'occasion se présente. Pendant plusieurs années, il occupe divers postes dans les gouvernements de Kiev, de Iekaterinoslav et de Podolie, afin de gagner correctement sa vie. Son premier emploi après son diplôme est celui de professeur de chant et de mathématiques dans le village de Tchoukiv (aujourd'hui dans l'oblast de Vinnytsia). Durant cette période, il continue à transcrire et arranger des chants traditionnels. Il compose ainsi sa Première compilation de chants de Podolie, qui sera suivie d'une seconde.
Après des conflits répétés avec l'administration de l'école, Léontovytch change de travail et devient professeur de musique sacrée et de calligraphie à l'école théologique de Tyvriv. En plus de travailler avec la chorale de l'école, il organise un orchestre amateur qui se produit souvent lors des événements de l'établissement. Comme il l'avait fait précédemment avec les chœurs, il inclut dans le répertoire de l'orchestre, à dominante sacrée, des arrangements de chants traditionnels réalisés par Mykola Lyssenko ou par lui-même.
C'est durant cette période que Léontovytch rencontre une jeune fille originaire de Volhynie, Claudia Feropontivna Jovtevytch, qu'il épouse le 22 mars 1902. Leur première fille, Halyna, naît en 1903. Ils auront une seconde fille, Ievhenia.
Les difficultés financières obligent Léontovytch à accepter un nouveau travail de professeur à Vinnytsia. En 1903, il publie sa Seconde compilation de chants de Podolie qu'il dédie à Mykola Lyssenko. En 1903 et 1904, pendant ses congés, il voyage à Saint-Pétersbourg pour prendre des cours de musique.
Durant la révolution de 1905, Léontovytch organise une chorale de travailleurs. Son répertoire comprend des arrangements de chants traditionnels ukrainiens, juifs, arméniens, russes ou encore polonais. Les activités de Léontovytch attirent l'attention des autorités locales, et au printemps 1908, il doit retourner dans sa Podolie natale, dans la ville de Toultchyn.

### La maturité à Toultchyn
Le déménagement à Toultchyn marque le début d'une période de maturité pour Léontovytch, qui y composera ses meilleures œuvres.
Il enseigne à Toultchyn la musique vocale et instrumentale. Il y rencontre le compositeur Kyrylo Stetsenko, élève de Mykola Lyssenko et spécialisé dans la musique de chœur. Stetsenko habite dans un village voisin, et leur rencontre débouche sur une amitié durable qui influencera la musique de Léontovytch. Mykola Léontovytch ajoute des œuvres de compositeurs plus renommés dans le répertoire de sa chorale, tels que des compositeurs russes Mikhaïl Glinka, Alexeï Verstovski, et Piotr Ilitch Tchaïkovski.
Cette période est la plus prolifique de sa vie, et il crée de nombreux arrangements pour chorale. On citera le célèbre Chtchedryk, mais aussi Les coqs chantent (en ukrainien : Піють півні), ou encore Une mère avait une fille (en ukrainien : Мала мати одну дочку).
En 1914, Stetsenko convainc Léontovytch de faire connaître ses compositions et d'avoir sa musique interprétée par la chorale des étudiants de l'université de Kiev, sous la direction d'Alexander Kochetz. Le 26 décembre 1916, son Chtchedryk est un succès auprès du public de Kiev, et attire l'intérêt des intellectuels.

### Carrière à Kiev
Durant la Révolution d'Octobre  et l'instauration de la République populaire ukrainienne en 1918, Léontovytch déménage à Kiev sans sa famille. Là-bas, il est chef d'orchestre et compositeur. Début 1919, sa famille vient le rejoindre à Kiev.

### Retour à Toultchyn et mort
Avec la conquête de Kiev en août 1919 par les Armées blanches, les membres de l'intelligentsia ukrainienne sont persécutés. Léontovytch retourne alors à Toultchyn avec sa famille. Il ouvre la première école de musique de la ville, l'école où il travaillait précédemment ayant été fermée par les bolchéviques.
Dans la nuit du 22 au 23 janvier 1921, Mykola Léontovytch aurait été assassiné par l'agent de la Tchéka Viktor Grichtchenko. Léontovytch étant chez ses parents, en visite pour Noël (célébré en janvier dans l'Église orthodoxe), l'agent de la Tchéka sous couverture aurait demandé à être hébergé pour la nuit et aurait été installé dans une chambre avec Léontovytch. À l'aube, il aurait tiré sur le compositeur, mort quelques heures plus tard. Selon une autre version, il s'agirait plutôt d'un cambrioleur.
Plusieurs faits indiquent que le mobile du meurtre pourrait être politique, comme son implication dans le mouvement d'indépendance de l'Ukraine.

## Commémoration

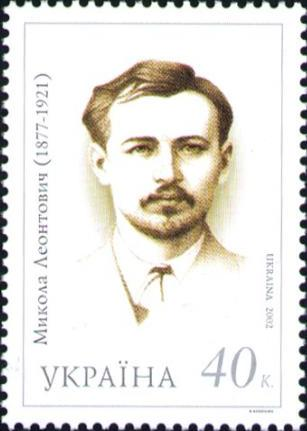
Timbre ukrainien à l'effigie de Léontovytch

L'écrivain et homme politique de la RSS d'Ukraine Pavlo Tytchyna était un admirateur de Léontovytch et a écrit des textes sur la mort du compositeur. Les poètes Maxime Rylski et Mykola Bajan lui ont également dédié des poèmes.
Des rues à Kiev et dans d'autres villes ont été baptisées de son nom. Un musée consacré à Léontovytch existe à Toultchyn, et un autre à Markivka, où il est enterré. En 2002, pour célébrer le 125e anniversaire de sa naissance, la ville de Kamianets-Podilskyï organise une conférence intitulée « Léontovytch, l'éducation moderne et la science », avec des invités du ministère ukrainien de l'Éducation, du syndicat des compositeurs ukrainiens et d'un grand nombre d'instances locales. Pendant cet évènement, la ville dévoile une plaque en mémoire du compositeur, placée à côté de l'ancien bâtiment utilisé par le séminaire théologique de Podollia. Un timbre commémoratif est également édité par la poste ukrainienne.

## Œuvres
Mykola Léontovytch est réputé pour sa musique de chœur a cappella. Chtchedryk (en ukrainien : Щедрик ; en français : Sonnent les cloches) est son œuvre la plus connue. Il s'agit d'un chant composé en 1916, qui tire sa source d'un chant traditionnel ukrainien.
Il a également commencé à travailler sur un opéra (en ukrainien : На Русалчин Великдень), basé sur le folklore ukrainien et les travaux de Borys Hrintchenko. Il en compose les trois premiers actes, mais sera assassiné avant de pouvoir l'achever.
L'une des plus grandes influences pour Léontovytch a été celle de Mykola Lyssenko, considéré comme le père de la musique classique ukrainienne. Les arrangements de chants traditionnels ukrainiens réalisés par Léontovytch sont uniques par leur originalité. Léontovytch a suivi la tradition d'improvisation des kobzars, qui interprètent chaque nouveau couplet différemment.

## Sources
- (en) Cet article est partiellement ou en totalité issu de l’article de Wikipédia en anglais intitulé « Mykola Leontovych » (voir la liste des auteurs).